# Pavel Gantar
Pavel Gantar, slovenski politik, sociolog, poslanec in publicist, * 26. oktober 1949, Gorenja vas, Škofja Loka.
Gantar je bivši predsednik Državnega zbora Republike Slovenije (2008-2011). Pred tem je bil državnozborski poslanec ter minister za okolje in prostor ter minister za informacijsko družbo.

## Življenjepis

### Študij in zgodnje delovanje
Po končani osnovni šoli je leta 1964 pričel s šolanjem modelarnega mizarstva na Industrijsko kovinarski šoli Litostroj. Potem ko je leta 1967 opravil mojstrski izpit, je opravil še diferencialne izpite in postal študent sociologije na Visoki šoli za politične vede v Ljubljani. V času študija je bil član vodstva Študentske skupnosti, član Gibanja 13. november in je pisal za Tribuno in Radio Študent. Leta 1973 je diplomiral z nalogo Participacija prebivalcev pri regionalnem prostorskem načrtovanju (COBISS) in se zaposlil na Centru za proučevanje javnega mnenja in množičnih komunikacij; čez dve leti je postal asistent za sociologijo lokalnih skupnosti. Oktobra 1976 je pričel služiti vojaški rok, ki ga je končal s činom razvodnika. Vrnil se je nazaj na FSPN, pri čemer je postal tudi urednik Časopisa za kritiko znanosti. Od 1979 je bil asistent še za predmet Socialna in politična antropologija, nato pa je postal še predavatelj sociologije na Fakulteti za arhitekturo, gradbeništvo in geodezijo. Leta 1983 je končal magisterij z nalogo 	Sociologija in urbanizem : o uporabnosti urbane sociologije v procesu urbanističnega planiranja (COBISS) in nato opravil še štirimesečno študijsko izpopolnjevanje na Univerzi v Essexu. Po vrnitvi v Slovenijo pa je bil izvoljen za predsednika aktiva ZK na FSPN. V tem času je tudi član Sociološkega društva Slovenije, predsednik sveta ŠKUC-Foruma (1984-90), predsednik izvršnega sveta Škuca...; pisal je kolumne za Mladino, nekaj člankov/študij o civilni družbi, katere propagator je postal, je napisal tudi v soavtorstvu s Tomažem Mastnakom. Po aretaciji Janeza Janše (tudi komentatorja pri Mladini) je postal član predsedstva in kolegija Odbora za varstvo človekovih pravic. Potem ko je četverica prejela vabila za prestajanje kazni, je izstopil iz ZKS. Sodeloval je pri ustanovitvi Debatnega kluba '89, leta 1990 pa je doktoriral na Univerzi v Zagrebu z disertacijo Sociološka kritika teorij planiranja (COBISS) in bil izvoljen za docenta na FSPN/FDV. Januarja 1990 je vstopil v ZSMS-Liberalno stranko.

### Politično delovanje
Istega leta (1990) je bil izvoljen kot opozicijski delegat v Delegatski forum Zbora občin ljubljanske skupščine.
V letih 1989-1994 je bil kot raziskovalec zaposlen na Fakulteti za družbene vede v Ljubljani na področju prostorskega razvoja, urbanističnega planiranja in okolja; hkrati je bil član Sveta za urbanizem v Ljubljani.
Leta 1994 je bil imenovan za ministra za okolje in prostor RS; na tem položaju je ostal do leta 2000. Leta 2001 je postal minister za informacijsko družbo v sestavi 7. vlade.
Leta 2004 je bil kot član Liberalne demokracije Slovenije izvoljen v Državni zbor Republike Slovenije; v tem mandatu je bil član naslednjih delovnih teles:
- Odbor za okolje in prostor (podpredsednik),
- Odbor za notranjo politiko, javno upravo in pravosodje in
- Odbor za zadeve Evropske unije.

22. julija 2007 je izstopil iz poslanske skupine LDS kot same stranke. Marca istega leta je bil soustanovitelj Združenja Zares, ki se je pozneje preoblikovalo v politično stranko Zares.
Na državnozborskih volitvah leta 2008 je bil na listi Zaresa ponovno izvoljen za poslanca, nato pa je bil 15. oktobra istega leta (s 69 glasovi za in 13 proti) izvoljen za predsednika Državnega zbora Republike Slovenije. V tem času je bil tudi član naslednjih delovnih teles:
- Odbor za okolje in prostor (član),
- Kolegij predsednika Državnega zbora (predsednik) in
- Ustavna komisija Državnega zbora (predsednik).

11. julija 2011 je napovedal, da bo 1. septembra odstopil s položaja predsednika državnega zbora. 31. avgusta istega leta je tudi uradno odstopil kot predsednik državnega zbora. Z njegovim odstopom se je Državni zbor RS seznanil 2. septembra istega leta.
Na državnozborskih volitvah leta 2011 je kandidiral na listi Zares.

## Izbrana bibliografija
- Problemi uporabe socioloških spoznanj v procesu prostorskega (urbanističnega in regionalnega) planiranja. Ljubljana: RSS, 1982. 96 f. Usmerjanje družbenega razvoja SRS in SFRJ. (COBISS)
- Urbanizem, družbeni konflikti, planiranje. 1. izd. 1984. 124 str., ilustr. Krt, 18. (COBISS)
- Sociologija in civilna družba. Družboslovne razprave. [Tiskana izd.]. 1987, let. 4, št. 5, str. 41-49. ISSN 0352-3608.
- Sociološka kritika teorij planiranja. Ljubljana: Fakulteta za družbene vede, 1993. 297 str., ilustr. Znanstvena knjižnica, 4. ISSN 1408-1377. (COBISS)
- Discussions on civil society in Slovenia. V: BIBIČ, Adolf (ur.), GRAZIANO, Luigi (ur.). Civil society, political society, democracy. Ljubljana: Slovenian Political Science Association, 1994. Str. 355-368. ISBN 961-6095-01-3. (COBISS)
- Prostorsko planiranje in javni interesi v pluralistični družbi = Spatial planning and public interests in a pluralist society. Geodetski vestnik : glasilo Zveze geodetov Slovenije. [Tiskana izd.]. 2007, letn. 51, št. 2, str. 246-254. ISSN 0351-0271.
- Arhitektura kot oblika družbenega angažmaja = Architecture as a form of social engagement. Arhitektov bilten : AB. dec. 2012, letn. 41 [i. e. 42], št. 193/194, str. 10-19, ilustr. ISSN 0352-1982.
- Mesta v perspektivi sociološkega raziskovanja globalizacije. Teorija in praksa : revija za družbena vprašanja. dec. 2014, letn. 51, posebna št., str. 193-220, 420. ISSN 0040-3598.
- O državi in arhitekturi. Arhitektov bilten : AB. nov. 2017, letn. 47, št. 211/212, str. 18-21, ilustr. ISSN 0352-1982. (COBISS).